# Bernardino Drovetti
Bernardino Michele Maria Drovetti (* 4. Januar 1776 in Barbania, Italien; † 5. März 1852 in Turin) war ein italienischer Sammler ägyptischer Kunstschätze und seit der napoleonischen Besatzung Piemonts ein Diplomat und Anwalt in französischen Diensten.

## Familie und Ausbildung

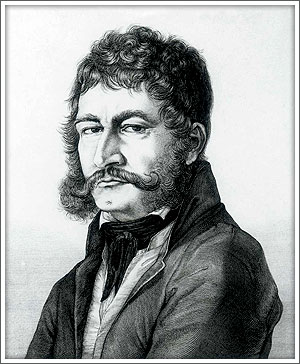
Bernardino Drovetti

Seine Eltern hießen Giorgio Francesco Drovetti und Anna Vittoria Vacca. Bernardinos älterer Bruder Giuseppe wurde Anwalt, sein jüngerer Bruder Luigi Priester. Er hatte auch eine Schwester, von der aber nichts weiter bekannt ist. Drovetti besuchte das Collegio delle Provincie in Turin und studierte Jura an der dortigen Universität.
Die Heimat von Drovetti gehörte bei seiner Geburt zum Königreich Sardinien-Piemont, welches 1802 von Napoleon annektiert wurde und bis 1814 zu Frankreich gehörte. Drovetti wurde somit, wie seine ganze Familie, französischer Bürger.
Nach Abschluss seines Studiums in Turin trat er in die Armee ein. Vor der Annexion Piemonts durch Frankreich war Drovetti an der Bildung einer provisorischen Regierung beteiligt. So kam es, dass er zuerst Offizier im Kriegsministerium von Piemont war, und später 1. Offizier der Piemonter Husaren wurde, welche dann in die französische Armee eingegliedert wurden. Im Frühjahr 1801 wurde der junge Drovetti Kriegsminister im Piemont und Stabschef der piemonteser Division in der französischen Armee. Später in diesem Jahr wurde er als Richter nach Turin berufen, wo er bis 1803 im Amt blieb. Er verließ Turin, als Napoleon ihn in der Funktion als Kommissar für Auslandsbeziehungen 1803 nach Ägypten entsandte.

## In Ägypten
Im Frühjahr 1803 ernannte Napoléon Matthieu de Lesseps (1771–1832) zu Drovettis Vorgesetzten in Ägypten. Lesseps und Drovetti wurden als Diplomaten nach Ägypten gesandt, um die Lage dort für Frankreich zu beobachten. Ägypten war seit 1517 eine Provinz des Osmanischen Reiches. Nach Abzug der französischen Truppen aus Ägypten im Jahr 1801 entbrannte dort ein Machtkampf zwischen den osmanischen Truppen, der lokalen Mamluken-Oligarchie und dem Befehlshaber der irregulären albanischen Truppen, Muhammad Ali. Letzterer konnte diesen für sich entscheiden, so dass der osmanische Sultan gezwungen war, Muhammad Ali Pascha 1805 als Gouverneur von Ägypten anzuerkennen. Dieser entwickelte dort eine relativ unabhängige Herrschaft und blieb bis zum Jahr 1848 Gouverneur dieser Provinz. Drovetti beschäftigte sich mit ihm nur insoweit, als französische Interessen sicherzustellen waren.
1815 übergab Drovetti den Posten an seinen Nachfolger, blieb aber in Ägypten, unternahm Reisen und blieb auch politisch aktiv. 1829 wurde Drovetti wieder als Generalkonsul für Frankreich in Ägypten eingesetzt, aber sein Interesse an Antiquitäten und Ausgrabungen blieb bestehen. Diverse Agenten suchten in seinem Auftrag und machten Ausgrabungen.

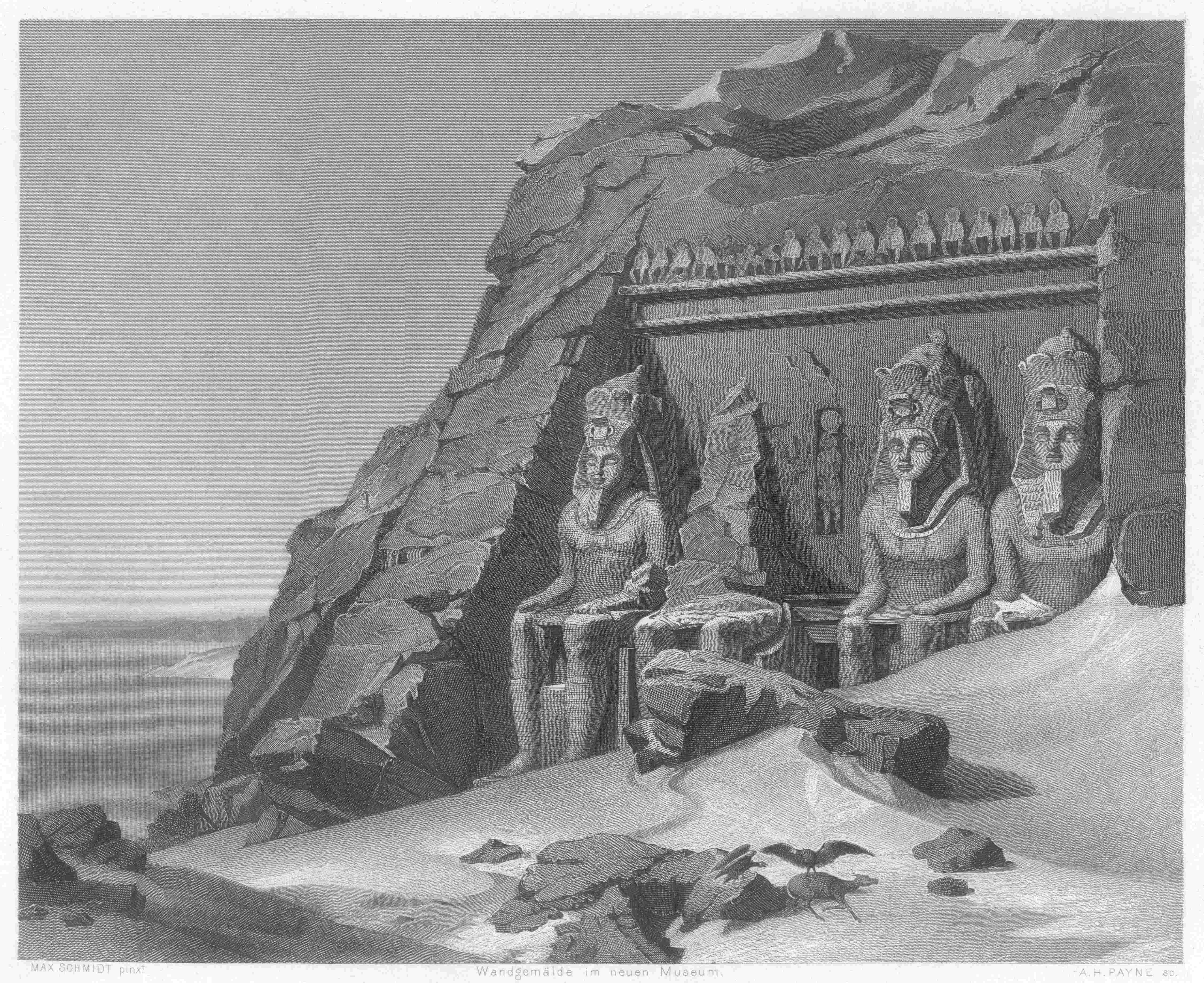
Tempel von Abu Simbel

Während seiner Zeit in Ägypten baute Drovetti eine eigene Sammlung auf. Als Reisender und Sammler war der berühmte Giovanni Battista Belzoni sein größter Rivale, ebenso wie Henry Salt. Salt und Drovetti hatten eine Art respektvolle Beziehung, aber trotzdem traute Salt Drovetti nicht.
Der Grund für den Kampf zwischen Drovetti und Belzoni lag sicher darin begründet, dass es eine Rivalität zwischen den britischen und französischen Agenten über den Ankauf von Antiquitäten für das jeweilige Land gab. Drovetti war der Agent für Frankreich und Salt der für Großbritannien und dieser hatte Belzoni angestellt.
So gab es einige Streitigkeiten, wie die um den Obelisken, der in Philae gefunden worden war oder die um die Öffnung und Erkundung des Tempels von Abu Simbel.

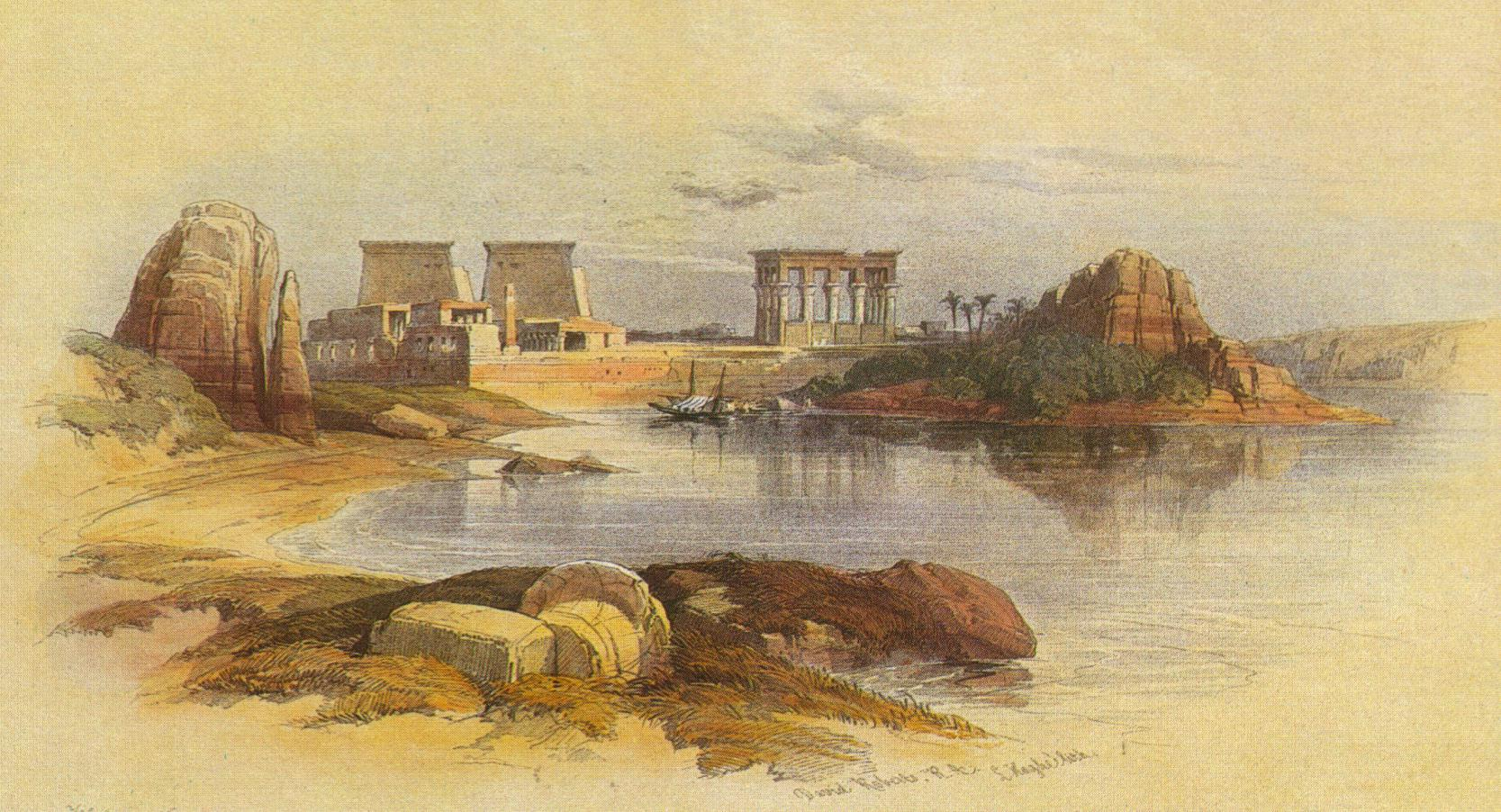
Philae, gemalt von D. Roberts (1796–1864)

Auf seinen Reisen kam Drovetti mit anderen „Reisenden“ in Kontakt, unter ihnen Jean Jacques Rifaud, Frédéric Cailliaud, Robert Richardson, Baron v. Sack, Alessandro Ricci, Enegildo Frediani, Carlo Vidua, Edouard Montule, Franz Christian Gau und Linant de Bellefonds; weiterhin auch mit Edme Jomard und Jean Dubois Ayme.
Rifaud und Cailliaud waren seine Reisebegleiter, besonders in der Anfangszeit in Ägypten. Über Rifaud ist nicht viel bekannt, Cailliaud hingegen war ein französischer Mineraloge, Geologe und Steinesammler. Als Ergebnis seiner Zusammenarbeit mit Drovetti lernte er den ägyptischen Vizekönig Muhammad Ali Pascha kennen, welcher ihn als Mineralogen der Regierung anstellte mit dem Auftrag, die Smaragdminen der Ptolemäer zu finden. Salt und Drovetti unternahmen einige Expeditionen gemeinsam, Edme Jomard war Teilnehmer der Expedition, die den Stein von Rosetta fand, mit dem die Entzifferung der Hieroglyphen möglich wurde.
Mit Caillaud und Rifaud bereiste Drovetti das nördliche Nubien und erforschte dabei den 2. Katarakt des Nils und den Tempel von Abu Simbel. Drovettis Sammlung war enorm, obwohl er nicht alles selbst gefunden hatte, sondern von anderen Ausgräbern sowie von lokalen Arabern viele Stücke gekauft hatte, welche später an diverse Museen gingen. Obwohl er die meisten Ausgrabungen in Theben machte, welches zwischen ihm und Henry Salt aufgeteilt war, führten ihn seine Expeditionen auch nach Fayum, Tanis and Abydos.

## Die Hinterlassenschaft
Drovetti war zwar als Italiener geboren, jedoch in seinem Dienst immer voll und ganz Frankreich verpflichtet. Allerdings verkaufte er seine Antiquitäten immer an den Höchstbietenden. Seine Forderungen für seine ägyptologische Sammlung waren exorbitant. Er bot sie Frankreich und dem Königreich Sardinien-Piemont an. Carlo Vidua, der für das Piemont verhandelte, erhielt am Ende den Zuschlag. Die Sammlung ging an die Universität von Turin und bildete den Grundstein für das Museum in Turin.
Auch im Museum Ägyptischer Kunst in München finden sich Objekte, die vor 1830 durch Drovettis Vermittlung für den bayerischen König Ludwig I. angekauft worden waren.

## Schriften
- Lettres de Bernardino Drovetti, consul de France à Alexandrie: (1803–1830). Herausgegeben und kommentiert von Sylvie Guichard. Maisonneuve & Larose, Paris 2003, ISBN 2-7068-1743-7.